# Данило Асприля
Данило Морено Асприля (на испански: Danilo Moreno Asprilla), по-известен просто като Данило Асприля, е колумбийски футболист. Играе като крило и централен нападател.